# Apache Lipan
Gli Apache Lipan sono un gruppo di nativi americani del sud dell'Athabaskan (Apache) il cui territorio tradizionale comprende gli attuali stati degli Stati Uniti del Texas, del Nuovo Messico e del Colorado e gli stati del Messico settentrionale di Chihuahua, Nuevo León, Coahuila e Tamaulipas, prima del XVII secolo.
Oggi i Lipan vivono per lo più in tutti gli Stati Uniti sud-occidentali, in Texas, Nuovo Messico, e nella riserva San Carlos Apache Indian in Arizona, così come con la tribù dei Mescalero nella riserva Mescalero nel Nuovo Messico; alcuni attualmente vivono in aree urbane e rurali in tutto il Nord America (Messico, Stati Uniti e Canada). Il 18 marzo 2009, la legislatura del Texas ha approvato le risoluzioni HR 812 e SR 438 che riconoscono la tribù Apache Lipan del Texas. Sono membri del Congresso Nazionale degli Indiani d'America come tribù riconosciuta dallo stato. La tribù Lipan del Texas ha sede a McAllen in Texas.

## Sinonimo
Il nome "Lipán" è un adattamento spagnolo della loro auto-designazione come Hleh-pai Ndé o Lépai-Ndé ("Popolo grigio chiaro") che riflette la loro storia migratoria. I Lipan sono conosciuti anche come Querechos, Vaqueros, Pelones, NDE cacciatori di bufali, Apache Orientali, Apache de los Llanos, Lipan, Ipande, Ypandes, Ipandes, Ipandi, Lipanes, Lipanos, Lipanis, Lipaines, Lapane, Lapanne, Lapanas, LIPAU, Lipaw, Apache Lipan, Apacheria Lipana e Lipanes Llaneros. Il primo nome registrato è Ypandes.

## Gruppi
Nel 1590, gli Apache Lipan furono scacciati dalle Grandi Pianure meridionali dai Comanche e dai loro alleati, i cosiddetti Norteños. I Lipan si divisero in diversi raggruppamenti/divisioni regionali comprendenti diversi gruppi: la divisione Lipan della foresta (Chishîìhîî, Chishį́į́hį́į́, Tcici, Tcicihi - "Gente della foresta") o Lipan occidentali, e la divisione Lipan delle pianure (Goãgahîî, Golgahį́į́, Kó'l kukä'ⁿ, Kó´l Kahäⁿ - "persone dell'erba alta", e "uomini della prateria") o Lipan orientali.

### Lipan orientali/Lipanes de Arriba/ Lipan superiori/ Lipan settentrionali/Lipan delle pianure
- Tséral tuétahä, Tséral tuétahäⁿ ("Popolo dai capelli rossi"): fuso in seguito con i Tche shä e Tsél tátli dshä, viveva a sud del fiume Nueces in Texas, estinto nel 1884 circa.
- Tche shä, Tche shäⁿ ("Popolo della lontra del sole"): viveva da San Antonio, Texas, a sud del Rio Grande.
- Canneci N'de, Connechi, Chawnechi Nde' ("Gente dei pini", "Popolo dell'argilla rossa", "Bastoncini alti in fila"): formati da molti gruppi ENIMES che si unirono dopo essere stati costretti a entrare e sfuggire alla schiavitù. Vissero dalla Louisiana al Texas orientale lungo il Red River.
- Kó'l kukä'ⁿ, Kó´l Kahäⁿ, Cuelcahen Ndé ("Popolo dell'erba alta"): vivevano nelle pianure centrali del Texas lungo l'alto fiume Colorado e i suoi affluenti a sud del fiume Pecos.
- Tchó'kanä, Tchóⁿkanäⁿ ("Popolo che polverizza", "Gente che strofina"): fuso in seguito con il Tcha shka-ózhäye, viveva a ovest di Fort Griffin, in Texas, lungo l'alto fiume Colorado verso il lato occidentale del Rio Grande, estinto intorno al 1884.
- Kóke metcheskó lähä, Kóke metcheskó lähäⁿ ("Popolo dei mocassini dal becco alto"): viveva a sud di San Antonio fino al Messico settentrionale.
- Tsél tátli dshä, Tsél tátli dshäⁿ ("Gente della montagna Verde"): fuso in seguito con Kóke metcheskó lähä, viveva ad est del Rio Grande lungo il basso fiume Guadalupe e il fiume Nueces in Texas.
- Ndáwe qóhä, Ndáwe qóhäⁿ, Ndáwe ɣóhäⁿ ("Popolo del fuoco", "popolo del cerchio dell'accampamento"): viveva a sud-est di Fort Griffin, lungo i fiumi Colorado, San Saba e Llano verso l'alto fiume Nueces e i suoi affluenti il fiume Frio e il fiume Atascosa nel Texas.
- Shá i'a Nde, Shá'i'ánde, Nde 'Shini, Shä-äⁿ ("Popolo del Nord"): gruppo più settentrionale dei Lipan, che condivideva i contatti con i Kiowa-Apache. Furono costretti a trasferirsi nel 1884, quando 300 persone furono trasferite all'Agenzia Washita in Oklahoma)
- Tsés tsembai ("Popolo delle teste di lupo", "Popolo dei corpi degli uomini"): viveva tra l'alto fiume Brazos e il fiume Colorado verso ovest.
- Te'l kóndahä, Te'l kóndahäⁿ ("Popolo dell'oca selvaggia"): vivevano a ovest di Fort Griffin in Texas, lungo l'alto fiume Colorado e i suoi affluenti, erano guerrieri famosi e feroci.

### Lipan occidentali/Lipanes de Abajo/ Lipan inferiori/Lipan meridionali/ Lipan forestali
- Tu'tssn Ndé, Tùn Tsa Ndé, Tú sis Ndé, Kúne tsá, Konitsaii Ndé, Kónitsàà, Kónitsàà-hîî ("Grande popolo dell'acqua"): in precedenza un gruppo Natage, vivevano nelle pianure costiere del Golfo verso entrambi i lati del Rio Grande in Coahuila; nel 1765 la maggior parte di essi lasciò la missione di San Lorenzo de la Santa Cruz (vicino a Camp Wood nell'odierno Texas) e si diresse in Messico. Il loro territorio si estendeva in profondità fino a Coahuila, ed era chiamato Konitsąąįį gokíyaa ("Paese del popolo delle grandi acque"). Il gruppo di Magoosh Tú sis Ndé si sarebbe poi fuso con i Mescalero come "Tuintsunde".
- Tsésh ke shéndé, Tséc kecénde ("Popolo del legno dipinto"): forse viveva in passato lungo il fiume Brazos superiore, in seguito si trasferì a vivere vicino a Lavón, in Messico, estinto nel 1884 circa.
- Tindi Ndé, Tú'e Ndé, Tüzhä'ⁿ, Täzhä'ⁿ ("Gente della montagna", "Uomini delle terre alte"): vivevano lungo l'alto Rio Grande, nel Nuovo Messico meridionale e nel Messico settentrionale; intorno al 1850 furono in stretto contatto con i Mescalero.
- Tcha shka-ózhäye, Tchaⁿshka ózhäyeⁿ ("Piccolo popolo podalico"): vivevano lungo la sponda orientale del Rio Pecos in Texas, erano stretti alleati dei Nadahéndé o Natage (che in seguito divennero i Mescalero e i Salinero).
- Twid Ndé, Tú'é'diné Ndé ("Popolo duro del deserto", "Popolo senza acqua"): spostati a nord e quindi lontani dalla zona del golfo, in seguito vissero tra il Rio Grande e il fiume Pecos, vicino alla congiunzione dei due. Lì divennero molto mescolati con i Mescalero e si fusero poi come Tuetinini con il Mescalero. I Tú sis Ndé ("Popolo delle grandi acque"), che cercarono di rimanere più vicini al loro vecchio territorio sul Golfo ma che alla fine furono respinti in Messico, a volte sono piuttosto critici nei confronti dei Twid Ndé a causa della loro apostasia e mescolanza e li classificano come un gruppo Mescalero o parte di Mescalero.[5]
- Zit'is'ti Nde, Tséghát'ahén Nde, Tas steé be glui Ndé ("Roccia legata alla testa"): indossavano un copricapo rosso simile a un turbante come i vicini Mescalero, vivevano nei deserti del nord del Messico.

Inoltre, c'erano anche i seguenti gruppi:
- Bi'uhit Ndé, Buii gl un Ndé ("Molte persone delle collane"): viveva nei deserti e negli altipiani del Nuovo Messico e del Messico settentrionale.
- Ha'didla 'Ndé, Goschish Ndé ("Popolo dei temporali"): viveva dalla bassa valle del Rio Grande nel sud del Texas nello stato messicano di Tamaulipas, oggi i discendenti di Dene Nde' vivono ancora nella zona del Basso Rio Grande (El Calaboz Rancheria) e una filiale reinsediata nella Columbia Britannica, in Canada.
- Zuá Zuá Ndé ("Gente dei letti di lava"): viveva nei letti di lava del Nuovo Messico orientale e del Texas nordoccidentale e i loro discendenti vivono oggi a Mescalero e nel Texas meridionale.
- Jumano Ndé, Suma Ndé (Jumano Apache – "Gente dipinta di fango rosso"): hanno continuato a vivere nelle terre del Basso e Medio Rio Grande, dei fiumi Nueces, Frio e Conchos; oggi i discendenti vivono nel Medio-Alto Rio Grande, nel Texas occidentale (El Polvo (Redford), El Mesquite, El Conejo, El Mulato Chihuahua).
- Indantųhé Ndé, Nakaiyé Ndé ("Gente dei clan messicani"): messicani che si sposarono con gruppi di Lipan che cercarono rifugio in Messico.

Gli spagnoli associarono questi gruppi ai Lipan:
- Lipiyánes (anche Lipiyán, Lipillanes ): una coalizione di gruppi scissionisti di Nadahéndé, Guhlkahéndé e Lipan del XVIII secolo sotto la guida di Picax-Ande-Ins-Tinsle (Braccio Forte), che combatté e resistette ai Comanche nelle pianure.
- Natagés (Nah-tah-hay, anche Natagees, Apaches del Natafé, Yabipais Natagé, Natageses, Natajes, da Nadahéndé – "Gente del Mescal"): originale gruppo apache che sarebbe diventato Mescalero e Salinero; venivano spesso chiamati dagli spagnoli e dagli stessi Apache, veri Apache, che  aveva avuto una notevole influenza sul processo decisionale di alcuni gruppi di Lipan occidentali nel XVIII secolo.
- Ypandes (Ypandis, Ipandes, Ipandi, Lipanes, Lipanos, Lipaines, Lapane, Lipanis, Lipan): un tempo viaggiavano dal fiume Pecos nel Nuovo Messico orientale fino al fiume Colorado superiore, al fiume San Saba e al fiume Llano del Texas centrale attraverso l'altopiano Edwards a sud-est del Golfo del Messico, erano stretti alleati dei Natagés, quindi sembra certo che fossero la divisione Plains Lipan (Golgahį́į́, Kó'l kukä'ⁿ - "Uomini delle praterie"), da non confondere con Lipiyánes o Le Panis (francese per il Pawnee). Furono menzionati per la prima volta nei documenti del 1718 come vicini alla città di nuova costituzione di San Antonio, in Texas.
- Llanero (spagnolo che significa "abitante delle pianure"): il nome è stato storicamente usato per riferirsi a diversi gruppi che cacciavano stagionalmente il bisonte nelle Grandi Pianure, citati anche nel Nuovo Messico orientale e nel Texas occidentale. (Vedi anche Carlanas.)
- Pelones (Cattivi): vivevano lontano da San Antonio e molto a nord-est degli Ypandes nel Red River del paese meridionale del Texas centro-settentrionale. Sebbene in grado di schierare 800 guerrieri, più degli Ypandes e dei Natagé messi insieme, furono descritti come meno bellicosi perché avevano meno cavalli rispetto ai Lipan delle pianure. La loro popolazione è stata stimata tra 1.600 e 2.400 persone. La divisione Forest Lipan ( Chishį́į́hį́į́, Tcici, Tcicihi – "Gente della foresta"): dopo il 1760 il nome Pelones non fu mai usato dagli spagnoli per nessun gruppo Apache del Texas. I Pelone erano fuggiti dai Comanche a sud e sud-ovest, ma non si erano mai mescolati con la divisione di Plains Lipan, mantenendo la loro identità distinta, così che a Morris Opler fu detto dai suoi informatori Lipan, nel 1935, che il loro nome tribale era "Popolo della foresta".

I loro parenti, a ovest e a sud-ovest, a volte alleati e a volte nemici, i Mescalero, li chiamavano per la loro posizione e le condizioni di vita:
- Tú'édìnéõde[6] o Tuetinini ("Il popolo senza acqua"), chiamato dai Lipan Twid Ndé, Tú'é'diné Ndé ("Popolo duro del deserto", "Popolo senza acqua"), "Lipan occidentali", perché vivevanono la maggior parte del tempo in deserti, steppe e montagne.
- Túntsaõde o Tuintsunde ("Il popolo delle grandi acque"), chiamato dai Lipan Kónitsàà, Kónitsàà-hîî ("Gente delle grandi acque", "Grande popolo delle acque"), "Lipan orientali", perché vivevano nelle valli fluviali delle pianure texane meridionali contro il Golfo del Messico.

## Storia

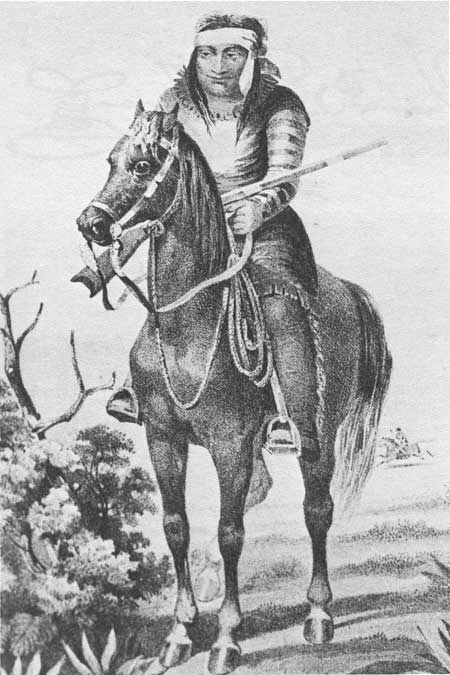
Un guerriero Apache Lipan

I Lipan vennero menzionati per la prima volta nei documenti spagnoli nel 1718 quando fecero irruzione negli insediamenti spagnoli a San Antonio. I Lipan probabilmente si erano stabiliti in Texas durante la seconda metà del XVII secolo. Si spostarono verso sud durante il XVIII secolo; una missione spagnola per queste persone fu costruita a Coahuila nel 1754 e un'altra sul fiume San Saba nel 1757. Entrambe le missioni furono bruciate e abbandonate; la missione di San Saba fu distrutta dai Comanche e dai loro alleati. Durante il 1757, gli Apache Lipan furono coinvolti in combattimenti con gli Hasinai. I Lipan parteciparono a una spedizione spagnola contro i Wichita e i Comanche nel 1759, ma furono sconfitti nella battaglia dei villaggi gemelli.
Il loro territorio andava dal fiume Colorado del Texas al Rio Grande. Due capi di gruppi locali di Lipan avevano un totale di 700 persone nel 1762. Poiché esistevano almeno altri 12 gruppi locali, Morris Opler stimò che la popolazione fosse di circa 3.000-4.000, stimando che fossero un totale di 6.000 nel 1700.
Gli spagnoli e i Lipan erano spesso in conflitto, poiché la Spagna cercava di invadere e colonizzare il territorio del Texas. Gli spagnoli cercarono di contrastare i Lipan attraverso l'alcol, provocando conflitti tra Lipan e Mescalero, rendendoli economicamente dipendenti dai beni commerciali spagnoli e convertendoli attraverso i missionari. Non è chiaro se i Lipan abbiano mai vissuto nelle missioni spagnole, ma nel 1767 tutti i Lipan le avevano completamente abbandonate.
Nello stesso anno, il marchese di Rubí iniziò una politica di sterminio dei Lipan dopo che un'epidemia di vaiolo del 1764 aveva decimato la tribù. Poco dopo, i Lipan si allearono con la Spagna nella lotta contro il loro tradizionale nemico, i Mescalero. L'alleanza si sciolse prima del 1800. Un altro serio nemico dei Lipan erano i Comanche, che si opponevano anche loro ai coloni spagnoli. Molti storici citano l'aggressione Comanche come un fattore che portò alla migrazione meridionale dei Lipan. All'inizio del XIX secolo, invece, i Lipan si allearono con i Comanche per attaccare gli spagnoli.
Nel 1869, le truppe messicane di Monterrey furono portate a Zaragoza per eliminare i Lipan accusati di aver causato problemi. Le truppe attaccarono molti accampamenti di Lipan; i sopravvissuti fuggirono verso i Mescalero nel Nuovo Messico.
Dal 1875 al 1876, le truppe dell'esercito degli Stati Uniti intrapresero campagne militari congiunte con l'esercito messicano per eliminare i Lipan dallo stato di Coahuila nel nord del Messico.
Nel 1881, una grande campagna della divisione Díaz dell'esercito messicano (assistita dalle truppe statunitensi) costrinse tutti i Lipan a lasciare Coahuila e Chihuahua.

## Capi
- Bigotes (="Baffuto") (metà del XVIII secolo) (1751 lasciò il Texas e attraversò con il suo Kuné tsa il Rio Grande a Coahuila. In questa data vivevano lungo il Rio Escondido e il Rio San Rodrigo a Coahuila)
- Poca Ropa ("Pochi o scarsi vestiti") (circa 1750 – circa 1790) (Capo del Tcha shka-ó´zhäye lungo il fiume Pecos inferiore)
- Cavezon ("Testa grande") (? - circa 1780) (Capo del Ndáwe qóhä, una potente fascia del fiume San Saba verso l'alto fiume Nueces)
- Casimiro (XVIII secolo ) (Capo di una banda nel Texas meridionale, forse degli Hadidla`Ndé )
- Yolcna Pocarropa (circa 1820 – ? ) (Capo di diverse bande del Tcha shka-ó´zhäye nel Texas occidentale, nel 1830 li condusse attraverso il Rio Grande a Tamaulipas in Messico a valle di Laredo)
- Cuelgas de Castro (circa 1792 – circa 1844) (Capo del Tche shä nel territorio di San Antonio attraverso il Rio Grande a Tamaulipas)
- Flacco (circa 1790 – circa 1850) (Capo del Kóke metcheskó lähä est e sud-est di San Antonio)
- Costalites (circa 1820 – 1873) (capo di un gruppo, che stava vagando da Coahuila nel Texas sudoccidentale)
- Magoosh (Ma´uish) (circa 1830 – 1900) (Capo dei Tu' sis Nde del sud-est del Texas, a causa di una grave epidemia una parte di questo gruppo andò a Zaragoza a Coahuila, l'altra parte di Magoosh si rifugiò presso i Mescalero e li accompagnò nel 1870 nella Riserva Mescalero)
- Coco (Capo dei Cannesi N'de della Louisiana, 1810-1860 circa)

## Lingua
La lingua Lipan Apache è una lingua dell'Athabaskan meridionale. Nel 1981, due persone che vivono nella riserva Apache di Mescalero dovevano essere madrelingua. A partire dal 2013, uno sforzo concertato da parte dei membri di lingua lipan che vivono fuori dalla riserva in tutto il Nord America si attiva per mantenere viva la lingua e la cultura tradizionale.